# هينريتش شتاينر
هينريتش شتاينر (بالألمانية: Heinrich Steiner)‏ هو رسام ألماني، ولد في 16 أكتوبر 1911 في كايسرسلاوترن في ألمانيا، وتوفي في 29 يناير 2009 في روما في إيطاليا.